# مقاضاة الشاهد (مسرحية)
مقاضاة الشاهد أو شاهدة الادعاء أو شاهدة الإثبات (بالإنجليزية:  Witness for the Prosecution)‏، هي مسرحية من تأليف وإنشاء كاتبة الغموض والجريمة الإنجليزية أجاثا كريستي استنادا إلى قصتها القصيرة بنفس الاسم وقد كانت المسرحية من إخراج روبرت لويس.
نُشرت القصة في البداية تحت اسم «أيادي الخائن» في طبعة 31 يناير 1925 من مجلة فلاينز الأسبوعية. ثم نُشرت القصة لأول مرة بعنوان «شاهدة الادعاء» في عام 1933 ضمن المجموعة القصصية «كلب الموت» التي ظهرت في المملكة المتحدة فقط. ونُشرت أخيرًا في الولايات المتحدة في عام 1948 ضمن مجموعة قصصية حملت عنوان «شاهدة الادعاء وقصص أخرى»
عرضت المسرحية لأول مرة في لندن في 28 أكتوبر 1953 في مسرح الحديقة الشتوية، وكانت من أنتاج بيتر سوندرز، وأخرجها والاس دوغلاس. كان العرض الأول من بطولة ديريك بلومفيلد في دور ليونارد فول وباتريشيا جيسيل في دور رومين فول، وديفيد هورن في دور السير ويلفريد روبارتس.

## القصة
يتم القبض على ليونارد فول بتهمة قتل إميلي فرينش، وهي امرأة مسنة ثرية. وقد جعلته الآنسة فرينش وريثها الرئيسي وهي غير مدركة أنه رجل متزوج، مما أثار الشكوك حول ليونارد. وعندما توافق زوجته رومين على الإدلاء بشهادتها، فإنها تفعل ذلك ليس دفاعًا عن ليونارد، ولكن كشاهدة إثبات أمام النيابة. وفي الحقيقة يكون قرار رومين جزء من خطة معقدة لتحرير زوجها. حيث تقدم أولاً للادعاء أقوى دليل لإدانته، ثم تختلق أدلة جديدة تشوه شهادتها فيما بعد، معتقدة أن هذا يحسن من فرص تبرئة ليونارد أكثر بكثير من شهادتها للدفاع عنه. ثم يكتشف في النهاية أن ليونارد فول هو القاتل الحقيقيّ إميلي فرينش.

## الاختلاف بين القصة والمسرحية
تنتهي أحداث القصة الأصلية بإطلاق سراح الزوج مع اكتشاف السيدة فول أن زوجها مذنب بالفعل. وقد أصبحت أجاثا كريستي غير راضية عن هذه النهاية بمرور الوقت (فهي واحدة من نهايات أجاثا كريستي القليلة التي يفلت فيها القاتل من العقاب). وحين إعادت كتابتها فيما بعد على شكل مسرحية، أضافت أجاثا كريستي عشيقة ليونارد، إلا أنها لا تظهر حتى نهاية المسرحية. حيث يكون ليونارد وعشيقته على وشك مغادرة رومين، فيتم القبض عليهم بتهمة الحنث باليمين، وحينئذٍ تمسك رومين بسكين وتطعن ليونارد فترديه ميتًا.

## شخصيات المسرحية
- ليونارد فول: المتهم

- إميلي فرينش: الضحية

- جانيت ماكينتوش: خادمة إميلي فرينش

- رومين فول: زوجة المتهم

- السيد مايهيو / مايرن: محامي المتهم

- السير ويلفريد روبارتس: كبير محامي المتهم

- السيد مايرز: المدعي العام

- السيد القاضي وينرايت: القاضي

- المفتش هيرن: الضابط المعتقل

- غريتا: كاتبة السير ويلفريد

- كارتر: كاتب السير ويلفريد

## الطاقم
- غوردون نيلسون (في دور كارتر)
- مريم باركلي (في دور غريتا)
- فرانسيس سوليفان (في دور السير ويلفريد روبرتس)
- روبن كرافن (في دور السيد مايهيو)
- جين ليون (في دور ليونارد فول)
- كلود هورتون (في دور المفتش هيرن)
- باتريشيا جيسيل (في دور رومين)
- دولوريس راشد (في دور المحلف الثالث)
- أندرو جورج (في دور المحلف الثاني)
- جاك بتنر (في دور فورمان لجنة التحكيم)
- آرثر أوشلاغ (في دور حاجب المحكمة)
- رونالد داوسون (في دور كاتب المحكمة)
- إرنست كلارك (في دور السيد مايرز)
- هوراس براهام (في دور كاتب العدل ينرايت)
- ر. كوبدن سميث (في دور عضو مجلس محلي)
- هارولد بستر (في دور القاضي)
- رالف روبرتس (في دور أردر)
- هنري كريج نيلسون (في دور محام)
- بريس كونغ (في دور محام)
- روث غرين (في دور محام)
- ألبرت ريتشاردز (في دور محام)
- فرانكلين مونرو (في دور محام)
- سام كرامر (في دور محام)
- بريان هربرت (في دور شرطي)
- غي سبول (في دور الدكتور وايت)
- أونا أوكونور (في دور جانيت ماكينزي)
- مايكل مكلوني (في دور كليج)
- دون ستينكامب (في دور المرأة الأخرى

## العرض خارج المملكة المتحدة
اعيد إنتاج المسرحية وعرضها في عدة بلدان في العالم من بينها:
- روسيا في عام 2002.
- الهند في عام 2005.
- اليابان في عام 2011.
- هونغ كونغ في 2018.
- بنغلاديش في عام 2018.